# The Adventures of Carol
The Adventures of Carol (conosciuto anche con il titolo When Carol Took the Subway) è un film muto del 1917 diretto da Harley Knoles.

## Produzione
Il film fu prodotto dalla World Film fu girato con il titolo di lavorazione When Carol Took the Subway.

## Distribuzione
Il copyright del film, richiesto dalla World Film Corp., fu registrato il 2 novembre 1917 con il numero LU11655.
Distribuito dalla World Film e presentato da William A. Brady, il film uscì nelle sale statunitensi il 12 novembre 1917.
Non si conoscono copie ancora esistenti della pellicola che viene considerata presumibilmente perduta.